# Robert Wollenberg

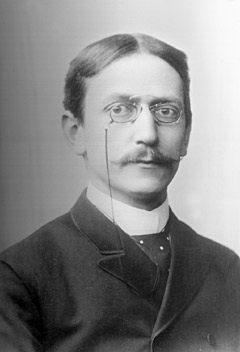
Robert Wollenberg

Robert Wollenberg (* 9. Februar 1862 in Pelplin, Pommerellen; † 16. August 1942 in Berlin-Steglitz) war ein deutscher Psychiater und Neurologe.

## Leben
Wollenberg besuchte das Königsberger Wilhelmsgymnasium und machte 1879 das Abitur. Anschließend studierte er Medizin an der Albertus-Universität Königsberg, wo er 1883 im Corps Normannia aktiv wurde. Als Inaktiver wechselte er an die Universität Leipzig. Er wurde dort 1885 zum Dr. med. promoviert und als Arzt approbiert. Er war an verschiedenen psychiatrischen Kliniken in Preußen tätig, bevor er im Dreikaiserjahr an die Nervenklinik der Berliner Charité ging. Drei Jahre später wechselte er an die Nervenklinik der Friedrichs-Universität Halle. Dort habilitierte er sich 1892 für Psychiatrie und Neurologie. Professor wurde er 1896. Wollenberg trat 1898 eine Stelle als Oberarzt an der Hamburger Staatskrankenanstalt Friedrichsberg (der heutigen Schön-Klinik Eilbek) an. 1901 folgte er dem Ruf der Eberhard-Karls-Universität Tübingen auf ihren Lehrstuhl. Als Nachfolger von Ernst Siemerling übernahm er die Leitung der Psychiatrischen Universitätsklinik. Als Wollenberg 1906 an die Kaiser Wilhelms-Universität wechselte, wurde Robert Gaupp sein Nachfolger in Tübingen. Anfang 1914 erstellte er neben Gaupp das zweite psychiatrische Gutachten über den Amokläufer Ernst Wagner. Nach dem Ersten Weltkrieg aus Straßburg vertrieben, ging er für zwei Jahre an die Philipps-Universität Marburg. 1921 folgte er dem Ruf der Schlesischen Friedrich-Wilhelms-Universität. Für das akademische Jahr 1927/28 wurde er zum Rektor gewählt. 1930 wurde er emeritiert. Er verlebte seine letzten Jahre in Berlin und widmete sich der Kunst und Literatur. Ernst Wollenberg war ein Bruder.

## Werk
- Untersuchung über das Verhalten der Spinalganglien bei der Tabes dorsalis ... L. Schumacher, Berlin 1892, OCLC 245529191 (Habilitationsschrift Universität Halle-Wittenberg 1891, 52 pages, 2 folded leaves of plates (some color), zwei lithographirte Tafeln Volltext online PDF, kostenfrei, 60 Seiten, 2,8 MB Digitalisat).
- Die Hypchondrie, 1904.
- Erinnerungen eines alten Psychiaters. Autobiografie, 1931.
- Shakespeare – Persönliches aus Welt und Werk. Eine psychologische Studie. 1939, Neudruck 1977